# Куличенко, Сергей Валерьевич
Серге́й Вале́рьевич Куличе́нко (3 февраля 1978, Караганда, СССР) — российский футболист.

## Биография
Выходец из семьи с богатыми спортивными традициями, отец Валерий Куличенко — заслуженный тренер СССР по лёгкой атлетике, мать Валентина Куличенко (Герасимова) — бывшая рекордсменка мира в беге на 800 метров.
В качестве футболиста выступал в командах ЦСКА, «Лантана» (Эстония), «Крылья Советов», «Мехелен» (Бельгия), ЦСКА-2, «Локомотив-НН», «Торпедо-ЗИЛ» и «Факел-Воронеж». Всего в Высшей лиге провел 19 игр, в которых забил 1 мяч.
После окончании карьеры футболиста стал футбольным менеджером. Работал администратором в РФС. В середине 2012 года Куличенко был назначен генеральным директором ивановского «Текстильщика», но этот пост он не сумел занять из-за работы администратором в сборной России, в которой ему запретили совмещать посты. С 2021 года — администратор сборной России.